# Kurt Axelsson
Kurt Axelsson (10. listopadu 1941, Rännberg – 15. prosince 1984, Försvarare) byl švédský fotbalista, obránce.

## Fotbalová kariéra
Ve švédské lize hrál za GAIS a v Belgii za Club Brugge KV a AS Oostende. V Poháru vítězů pohárů nastoupil ve 8 utkáních a v Poháru UEFA nastoupil v 6 utkáních. V roce 1973 vyhrál s týmem Club Brugge KV belgickou ligu a v letech 1968 a 1970 belgický pohár. Za reprezentaci Švédska nastoupil v letech 1966–1971 ve 30 utkáních. Byl členem švédské reprezentace na Mistrovství světa ve fotbale 1970, nastoupil ve 3 utkáních.

## Ligová bilance
| Ročník                   | Zápasy | Góly | Klub           |
| ------------------------ | ------ | ---- | -------------- |
| 1. švédská liga 1964     | 16     | 0    | GAIS           |
| 2. švédská liga 1965     | 22     | 0    | GAIS           |
| 1. švédská liga 1966     | 22     | 0    | GAIS           |
| 1. švédská liga 1967     | 11     | 0    | GAIS           |
| 1. belgická liga 1967/68 | 30     | 1    | Club Brugge KV |
| 1. belgická liga 1968/69 | 30     | 3    | Club Brugge KV |
| 1. belgická liga 1969/70 | 26     | 0    | Club Brugge KV |
| 1. belgická liga 1970/71 | 26     | 0    | Club Brugge KV |
| 1. belgická liga 1971/72 | 3      | 0    | Club Brugge KV |
| 1. belgická liga 1972/73 | 4      | 0    | Club Brugge KV |
| 2. belgická liga 1973/74 | 30     | 0    | AS Oostende    |
| 1. belgická liga 1974/75 | 35     | 0    | AS Oostende    |
| 1. belgická liga 1975/76 | 6      | 0    | AS Oostende    |
| CELKEM 1. liga           | 209    | 4    |                |